# Попешть (Долж)
Попешть, Попешті (рум. Popești) — село у повіті Долж в Румунії. Входить до складу комуни Мелінешть.
Село розташоване на відстані 191 км на захід від Бухареста, 29 км на північ від Крайови.

## Населення
За даними перепису населення 2002 року у селі проживали 28 осіб, усі — румуни. Усі жителі села рідною мовою назвали румунську.